# Eotetranychus edi
Eotetranychus edi är en spindeldjursart som beskrevs av Meyer 1964. Eotetranychus edi ingår i släktet Eotetranychus och familjen Tetranychidae. Inga underarter finns listade i Catalogue of Life.